# Raški pranger
Raški pranger je sramotilni steber na Raki. Gospoščina na Raki pri Krškem je v 16. stoletju za sramotilni steber oz. pranger uporabljala rimski miljnik, ki je še danes dobro ohranjen. Stoji 5 metrov proč od ceste pri odcepu vozne poti v grad Raka, ki velja za enega najstarejših srednjeveških gradov v Sloveniji. Rimski miljnik je obcestni kamen, izdelan iz ene same skale, ki ima obliko okroglega stebra na kvadratnem podstavku, ki je globoko zakopan v tla. Meri okoli dva metra v višino in 60 cm v premer. Tehta okoli 500 kg. 
Na rimski miljnik so pritrjene verige, na koncu verig pa okovi. Pri nas je bilo odkritih okoli sto miljnikov, ki predstavljajo pomemben vir za potek rimskih cest. Postavljeni so bili na vsakih 1478,5 metrov, to je tisoč rimskih korakov (milia passuum), od koder izhaja izraz 'milja'. V večini primerov niso ohranjeni in situ, so pa zaradi svoje velikosti in teže ostali v bližini rimske ceste, kateri so pripadali. Rimski miljnik so za sramotilno rabo uporabljali le na Raki. 
Deželo Kranjsko so v začetku 16. stoletja pretresali turški vpadi in kmečki upori. Leta 1515 se je zgodil veliki slovenski kmečki upor. Kmetje so zavzeli in požgali številne gradove, med drugimi tudi grad na Raki. Raškega gospoda so skupaj z družino oblekli v kmečka oblačila in jih odgnali delat na polje. Kasneje so družino zaprli v jamo Pekel, od koder so jo po obvestilu krajanke z Ardra, rešili gospodje Rajhenburški. Omenjeno krajanko so kmetje zaradi maščevanja kasneje ubili. Kmečki upor, ki je izbruhnil 1515, je vitez Herberstein s svojo vojsko zadušil. S premaganimi kmeti je krvavo obračunal. Voditelje je obglavil ali jih nataknil na kol. Ostali uporniki, v nekaterih gospostvih celo vsi podložniki, so bili prisiljeni plačevati dodaten davek, imenovan puntarski pfenig. Po zatrtju upora grofica na raškem gradu postane Barbara Bella, ki je slovela po svoji krutosti. Med prebivalci še danes kroži legenda o njej. Po še živem ljudskem izročilu je grofica Barbara Bela ukazovala biričem, da so neposlušne tlačane pretepali in jih privezovali na sramotilni steber. Birič je bil v srednjem veku izvrševalec sodne oblasti, zadolžen je bil predvsem za pobiranje davkov. Javno postavljeni kaznovalni objekti so bili stalna grožnja in znak sodnih pooblastil, zato so v ta namen poleg grajskih gospodarskih poslopij postavili sramotilni steber ali pranger oz. so v ta namen uporabili že obstoječe objekte (npr. miljnike). 
Sramotilne kazni predindustrijskega časa so le malo vplivale na številnost prekrškov in zločinov, vendar pa so duševno in gmotno poškodovale kaznjence. V mestih z ohranjenimi prangerji še danes potekajo posebna praznovanja 'prangerijade'.